# Um Passo à Frente
Um Passo à Frente é um álbum de rock lançado em 1973 pela banda brasileira A Bolha.

## História
Criada em 1966 como The Bubbles, tocavam covers de canções de rock internacional, muito em voga na época. Em 1970, após acompanhar as apresentações do Festival da Ilha de Wight, decidem reformular a banda, mudando seu nome para A Bolha. Em 1971 lançaram o compacto Sem Nada como preparação para o lançamento do álbum. A gravação do álbum foi viabilizada após a banda vencer, em 1971, o prêmio de melhor banda no Festival Internacional da Canção (FIC). O álbum recebeu o nome de Um Passo à Frente, trazendo um rock básico, com algumas faixas numa linha bem progressiva, e foi lançado em em 1973. O álbum teve a participação do falecido Luiz Eça do Tamba Trio executando um solo de piano. O álbum foi reeditado em CD. Esse relançamento em CD pela Progressive Rock, com encarte em inglês contando toda a história da banda, é considerado "pirata" pelo membros da banda, que não foram pagos por ele e pretendiam processar a gravadora. Em 1975, algum tempo após o lançamento do álbum, Renato Ladeira deixou a banda para integrar o Bixo da Seda, e participaria do álbum seguinte da banda apenas como compositor.

## Faixas
| N.º | Título               | Compositor(es)                                                        | Duração |  |
| 1.  | "Um Passo à Frente"  | Gustavo Schroeter - Lincoln Bittencourt - Pedro Lima - Renato Ladeira | 9:05    |  |
| 2.  | "Razão de Existir"   | Pedro Lima                                                            | 10:00   |  |
| 3.  | "Bye My Friend"      | Pedro Lima                                                            | 6:00    |  |
| 4.  | "Epitáfio (Epitaph)" | Gustavo Schroeter - Lincoln Bittencourt - Pedro Lima - Renato Ladeira | 2:50    |  |
| 5.  | "Tempos Constantes"  | Pedro Lima                                                            | 5:30    |  |
| 6.  | "A Esfera"           | Pedro Lima                                                            | 4:14    |  |
| 7.  | "Neste Rock Forever" | Carlos Maciel - Pedro Lima - Wolf                                     | 3:35    |  |

## Integrantes
- Pedro Lima: Guitarra acústica - Guitarra solo - Harmônicos - Vocal
- Renato Ladeira: Órgão Hammond - Farfisa - Guitarra - Vocal
- Arnaldo Brandão: Baixo - Vocal
- Gustavo Schroeter: Bateria - Vocal

## Ficha Técnica
- Renato Ladeira: Solo em "Tempos Constantes"
- Produção Fonográfica: Discos Continental
- Direção de Produção: Ramalho Neto
- Produção Artística: Fabian Ross
- Arranjos: A Bolha
- Arranjos Vocais: A Bolha - Maurício Maestro
- Técnico de Gravação: Walter de Oliveira
- Studio: Áudio Vídeo - GB
- Fotos: Alair Gomes
- Ambientes Fotográficos: Luís Carlos Ripper - Teatro Ipanema (Rio)